# Susuhunan

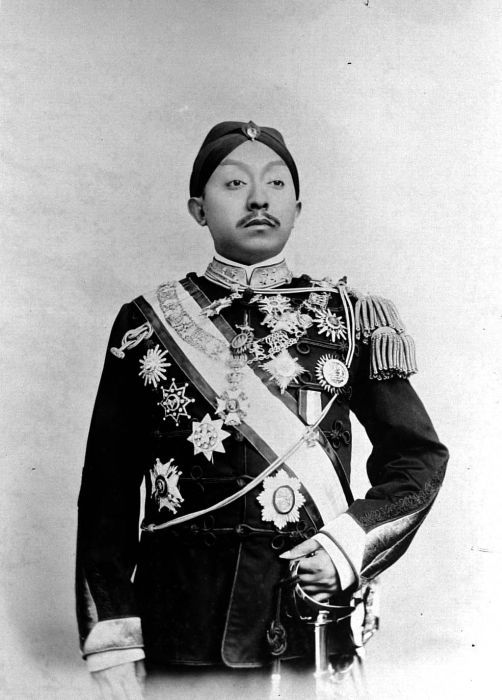
Portret van Pakubuwono X van Surakarta, de 10e susuhunan van Surakarta

Een Susuhunan (of ook wel Soesoehoenan, en Javaans voor "heer der heren") is een Indisch inlandse vorst. Waar het Javaans op de grens van Oud-Javaans en Nieuw-Javaans buitenlandse namen en zelfstandige naamwoorden ernstig vervormde, onder andere omdat hier een eigen schriftsoort werd gehanteerd, is het goed mogelijk dat "Susuhunan" een verbastering is van "Sultan".
Op Bali en in Yogyakarta regeerden "koningen der koningen" die zo werden genoemd. Hun rijk wordt een "sunanaat" genoemd. Zij bezaten vazallen die raja's werden genoemd. 
Ook in Surakarta en Mataram regeerden susuhunans. De vertaling varieert. Men vindt "hem aan wie tribuut wordt betaald". De Katholieke Encyclopaedie van 1938 geeft als vertaling "Javaans voor "hetgeen op het hoofd wordt geplaatst" waarmee de voet van de heerser op het hoofd van de geknielde onderdaan wordt bedoeld. Het plaatsen van een voet op het hoofd van de mindere in rang is een eeuwenoud teken van onderwerping. 
De naam susuhunan wordt ook als romantische koosnaam voor geliefde maar ook voor zeer gerespecteerde publieke personen gebruikt. Ook de minnaar of minnares wordt in vertrouwelijkheid wel zo aangeduid. In persoonsnamen wordt "Sunan", afkorting of verbastering van susuhunan, gebruikt als voornaam, Zie Sunan Giri en Sunan Kalijaga.
Het koloniale Nederlandse bewind liet een aantal susuhunans van Soerakarta als stromannen van het bewind op hun troon. De vorst van Bali kwam met zijn familie om in een Perang Puputan, een rituele zelfmoordaanval. De regeringen van de Indische vorsten eindigden toen de Republiek Indonesië werd uitgeroepen. Een van de bekendste susuhunans was Pakubuwono X van Surakarta.
Van het Nederlandse woord "snoeshaan" wordt soms beweerd dat het als verbastering van susuhunan zou zijn ontstaan, maar volgens de meeste etymologische woordenboeken is het aan het Nederduits ontleend. De naam Susuhunan wordt veelvuldig gebruikt door indoloog Jan Brandes en tijdgenoten. Het komt onder andere voor in het in eigen beheer door Prof. A.C. Vreede uitgegeven, en ongedateerde "Brandes Verhandelingen". De verzameling werd na 1946 gedrukt.

## De dynastie der susuhunans van Mataram
- Agung Hanyokrokusumo (1613 - 1645)
- Amangkurat I van Mataram (1646 - 1677)
- Amangkurat II van Mataram (1677 - 1703)
- Amangkurat III van Mataram (1703 - 1708)
- Pakubuwono I van Surakarta (1704 - 1719)
- Pakubuwono II van Surakarta (1719 - 1749)

Na de dood van Pakubuwono II in 1749 brak er in de vorstelijke familie een lange en bloedige oorlog om de erfopvolging uit, de Derde Javaanse Successieoorlog. Met het Verdrag van Giyanti in 1755 werd het rijk van Mataram verdeeld in twee vorstendommen, dat van de susuhunan van Surakarta en dat van de sultan van Yogyakarta.

## De dynastie der susuhunans van Surakarta[3]
- Pakubuwono I van Surakarta (1704 - 1719)
- Pakubuwono II van Surakarta (1719 - 1749)
- Pakubuwono III van Surakarta (1749 - 1788)
- Pakubuwono IV van Surakarta (1788 - 1820)
- Pakubuwono V van Surakarta (1820 - 1823)
- Pakubuwono VI van Surakarta (1823 - 1830)
- Pakubuwono VII van Surakarta (1830 - 1858)
- Pakubuwono VIII van Surakarta (1858 - 1861)
- Pakubuwono IX van Surakarta (1861 - 1893)
- Pakubuwono X van Surakarta (1893 - 1939)
- Pakubuwono XI van Surakarta (1939 - 1945)
- Pakubuwono XII van Surakarta (1945 - 2004)
- Pakubuwono XIII van Surakarta (sinds 2004)